# Dryświaty (miejscowość)
Dryświaty (biał. Дрысвяты) – wieś na Białorusi, w obwodzie witebskim, w rejonie brasławskim, do 1945 miasteczko w Polsce, w województwie wileńskim, w powiecie brasławskim, siedziba gminy Dryświaty.
Dryświaty leżą na Pojezierzu Brasławskim, nad jeziorem Dryświaty, na południowy zachód od Brasławia.
Miasto królewskie położone było w końcu XVIII wieku w starostwie niegrodowym dryświackim w powiecie brasławskim województwa wileńskiego.

## Historia
W XV wieku na wyspie w pobliżu dzisiejszych Dryświat wzniesiono drewniany zamek z trzema wieżami. Zamek wkrótce przeszedł w ręce królów Polski. W XV i XVI wieku zamek odwiedził francuski podróżnik i rycerz Gilbert oraz znany dyplomata, pisarz i podróżnik Zygmunt Gerbersztain. Był tu także wielki książę litewski Aleksander Jagiellończyk, późniejszy król polski, z żoną Heleną. W wieku XVI silny garnizon z zamku w Dryświatach uczestniczył w wojnach z Moskwą. W XVII wieku zamek był zaniedbany, ponieważ inwentaryzacja z 1622 roku mówi o trzech wieżach bez dachu i resztkach drewnianych pomostów. W roku 1611 wybudowano nowy kościół pod wezwaniem Matki Bożej, ufundowany w 1514 przez króla Zygmunta I. Wraz z fundacją nowego kościoła, król ufundował obraz ołtarzowy „Pokłon trzech króli” (obecnie w muzeum sztuki średniowiecznej w Mińsku). W tym czasie wyspa była połączona z brzegiem jeziora dwoma mostami. Około połowy XVII wieku pożar zniszczył wyspę z zamkiem (nie spłonął tylko kościół). Po pożarze zarządzający Dryświatami w imieniu króla wojewoda wileński Krzysztof Radziwiłł, nakazał przenieść miasto na brzeg jeziora.
W 1780 Dryświaty zostały nadane Karolowi i Hieronimowi Radziwiłłom, a w 1790 sprzedane Michałowi Ogińskiemu. Od 1794 majątek Łopacińskich: z odnogi saryjskiej – Jana Nikodema do 1810, z odnogi szarkowskiej – Ignacego i Dominika Tadeusza od 1820, a następnie z odnogi rafałowskiej – Józefa Nepomucena do ok. 1840, Antoniego Jerzego do 1855 i jego żony Anny, wygnanej w 1863 do Tambowa. W 1865 majątek został odsprzedany gubernatorowi ryskiemu Augustynowi Etingienowi.
W czasie rozbiorów miasto zostało zagarnięte przez Rosję.
Ponownie w Polsce w latach 1921–1939.
W latach 1921–1939 miasteczko było siedzibą gminy Dryświaty. Mieścił się tu urząd pocztowy obsługujący prawie cały teren gminy.
W okresie międzywojennym na terenie obecnej wsi znajdowało się miasteczko, kolonia (okolice obecnej ulicy Szkolnej) i majątek (okolice obecnej ulicy Nadbrzeżnej). Wszystkie te trzy jednostki osadnicze nosiły tę samą nazwę Dryświaty.
Według Powszechnego Spisu Ludności z 1921 roku zamieszkiwało:
- miasteczko – 191 osób, 184 było wyznania rzymskokatolickiego, 1 prawosławnego, 1 staroobrzędowego a 5 mojżeszowego. Jednocześnie 185 mieszkańców zadeklarowało polską przynależność narodową, 1 białoruska a 5 żydowską. Było tu 27 budynków mieszkalnych[6]. W 1931 zamieszkiwało tu 375 osób w 74 budynkach[7].
- kolonię – 53 osoby, 33 było wyznania rzymskokatolickiego, 3 prawosławnego, 12 staroobrzędowego a 5 mojżeszowego. Jednocześnie 33 mieszkańców zadeklarowało polską przynależność narodową, 3 białoruska, 5 żydowską a 12 rosyjską. Było tu 5 budynków mieszkalnych. W 1931 zamieszkiwało tu 136 osób w 21 budynkach[7].
- majątek – 6 osób, wszystkie były wyznania prawosławnego i zadeklarowały białoruską przynależność narodową. Był tu 1 budynek mieszkalny[6]. W 1931 zamieszkiwało tu 19 osób w 2 budynkach[7].

Miejscowości należały do miejscowej parafii rzymskokatolickiej i prawosławnej. Podlegały pod Sąd Grodzki w Brasławiu i Okręgowy w Wilnie.

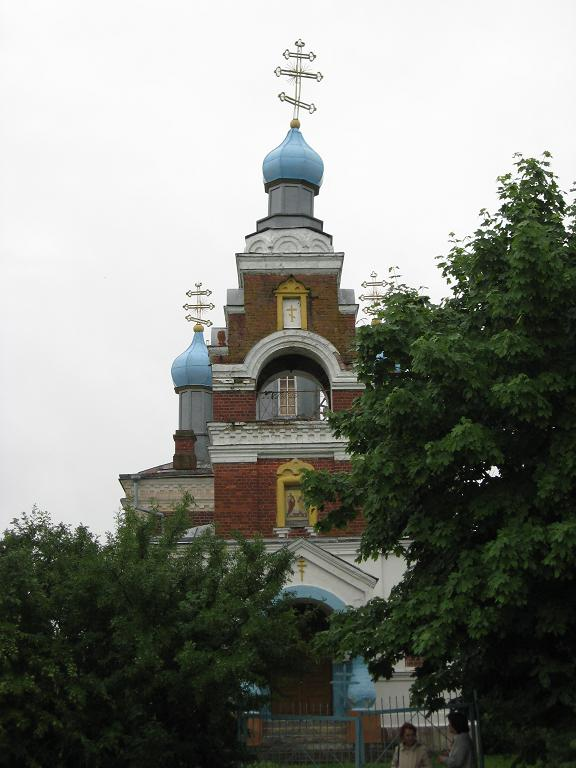
Cerkiew Świętych Piotra i Pawła

## Zabytki
- Kościół rzymskokatolicki śś. Piotra i Pawła z lat 1927–1929 roku według projektu Leona Witan-Dubiejkowskiego, parafialny
- Oficyny dworskie po dworze Łopacińskich z resztkami parku
- Zamczysko na wyspie
- Cerkiew prawosławna śś. Piotra i Pawła proj. A. Szpakowskiego z 1907 r., parafialna